# Dos Torres
Dos Torres és un municipi de la província de Còrdova a la comunitat autònoma d'Andalusia, a la comarca de Valle de los Pedroches.

## Demografia
| 1998  | 1999  | 2000  | 2001  | 2002  | 2003  | 2004  | 2005  | 2006  | 2007  |
| ----- | ----- | ----- | ----- | ----- | ----- | ----- | ----- | ----- | ----- |
| 2.515 | 2.602 | 2.586 | 2.597 | 2.617 | 2.575 | 2.609 | 2.616 | 2.592 | 2.601 |

## Història
L'actual vila és fruit de la unió, en 1839, de les poblacions o barris de Torrefranca i Torremilano. Torre del Milano va ser a l'origen una torre aïllada l'entorn de la qual es va anar habitant entre finals del segle xiv i principis del xv, donant lloc a una població fronterera entre les jurisdiccions de Còrdova i del senyoriu de Santa Eufemia, el titular de la qual Gonzalo Mejía va imposar el nom de Torrefranca al barri depenent. Durant la segona meitat del segle xv van ser repetits els intents dels senyors de Santa Eufemia per incorporar Torremilano a la seva jurisdicció, amb la finalitat d'augmentar els seus vassalls i rendes. Va ser sempre Torremilano població reialenga, excepte en el període 1660-1747 que, amb les Siete Villas de los Pedroches, va ser venuda per Felip IV als marquesos del Carpio.

## Personatges destacats
- Juan José Hidalgo y Rodríguez (n. ca. 1842/45 – † Tortosa, 13 de desembre de 1916), canonge dignitat de xantre de la catedral de Tortosa.[1]
- Álvaro Medrán, futbolista